# عظمت بازیافته
عظمت بازیافته کتاب مصوری است که توسط انتشارات «یونیورسال» در سال ۱۳۵۵ به زبان فارسی نگاشته شده است. این کتاب که تاریخ معاصر ایران و همچنین زندگی نامهٔ محمدرضا پهلوی را برای مخاطب کودک و نوجوان بیان می‌کند، نخستین کتاب مصور ایرانی به‌شمار می‌رود. تصویرگر این کتاب، طراحی بلژیکی به نام دینو آتاناسیو است.